# 虞綽
虞綽（約560年—約615年），隋朝文学家、书法家、政治人物。字士裕，会稽郡余姚人。

## 生平
出自会稽郡余姚（今属浙江余姚）的门阀大族会稽虞氏。据近代考证，生於陳文帝天嘉三年，但正史如《隋書》、《北史》本傳均未提其生卒年岁。年少时就因家学渊源博通经史。成年后身長八尺，姿貌伟岸，更以博學才俊闻名。又擅长書法，尤其工于草书隸书。
先在陳朝为官，任太學博士。隋朝大業初年。奉诏任秘書學士，又奉召與虞世南、庾自直等朝中文臣撰修《長洲玉鏡》等書十佘部。其文学所作，隋帝看了后都很赞赏。书成后遷著作佐郎，以文翰待詔。後從隋帝东征遼東高丽，隋帝在海濱见到大海龟觉得很奇异，詔虞綽作铭文。虞綽完成后，隋帝覽后稱善，命有司勒刻于海岛上。凭度遼功，授予建節尉。
因为一向與楊玄感友善，杨起兵反隋失敗後，遭株連流徙。流徙途中脫逃，改名换姓作吳章（《隋書》中作吳章，《北史》中作吳卓），在信安隱匿了一年有余，还是被发现了，在江都斩首，故卒於隋煬帝大業十一年，享年五十四歲。但他所作的辞赋，在世上流传很广，文学成就也为世人称道。

## 延伸阅读
[在维基数据编辑]
 《北史/卷083》，出自李延壽《北史》
 《隋書·卷76》，出自魏徵《隋书》